# Jądra podstawne
Jądra podstawne, inaczej jądra podstawy (łac. ganglia basales, nuclei basales) – grupa jąder wysyłających projekcje do kory mózgowej, wzgórza i pnia mózgu. Jądra podstawne ssaków pełnią rozmaite funkcje związane z kontrolą ruchów, procesami poznawczymi, emocjami i uczeniem się.
W odniesieniu do jąder podstawnych funkcjonuje także tradycyjny termin „zwoje podstawne”, który jest mylący, ponieważ w neuroanatomii pojęcie „zwój” odnosi się do skupień istoty szarej w obwodowym układzie nerwowym. Termin „zwoje podstawne” był dawniej używany przez neuroanatomów na zasadzie wyjątku, ale obecnie jest on wycofywany z użycia ze względu na konieczność ujednoznacznienia terminologii.

## Historia
Wyróżniające się podkorowe struktury anatomiczne zostały opisane przez Thomasa Willisa w 1664 roku. Przez wiele lat, termin ciało prążkowane (corpus striatum) był używany jako określenie dużej grupy elementów podkorowych, których część później okazała się niezwiązana funkcjonalnie z układem jąder podstawnych, w dodatku skorupa i jądro ogoniaste nie zostały potraktowane jako całość. O skorupie sądzono, że jest połączona z gałką bladą i łącznie nazywano te struktury jądrem soczewkowatym.
Pionierska praca Cécile i Oskara Vogta (1941) uprościła opis jąder podstawnych przez wysunięcie propozycji terminu prążkowie (striatum), określającego grupę struktur, na które składają się jądro ogoniaste, skorupa i struktura łącząca je od strony brzusznej, czyli jądro półleżące.
Nazwa prążkowie wzięła się od przypominających prążki, rozchodzących się promieniście, zwartych pęczków aksonów należących do dróg przebiegających z prążkowia do gałki bladej i istoty czarnej, opisanych przez anatoma Kinniera Wilsona jako „przypominających ołówek”. Same połączenie prążkowia z gałką bladą i istotą czarną zostały odkryte później. Łącznie te dwie drogi tworzą pęczek striatopallidonigralny, który jest rdzeniem systemu jąder podstawy – za skrzyżowaniem z torebką wewnętrzną formuje on tzw. pęczek Edingera.
Dodatkową strukturą powiązaną z jądrami podstawnymi jest jądro niskowzgórzowe, którego lezja powoduje zaburzenia ruchowe. Inne obszary, takie jak jądro szypułowo-mostowe, są uznawane za regulatory jąder podstawnych.
Na początku XX wieku system jąder podstawy był kojarzony z funkcjami motorycznymi, ponieważ uszkodzenia tego obszaru często skutkowały zaburzeniami ruchowymi (pląsawica, atetoza, parkinsonizm).

## Podział anatomiczny

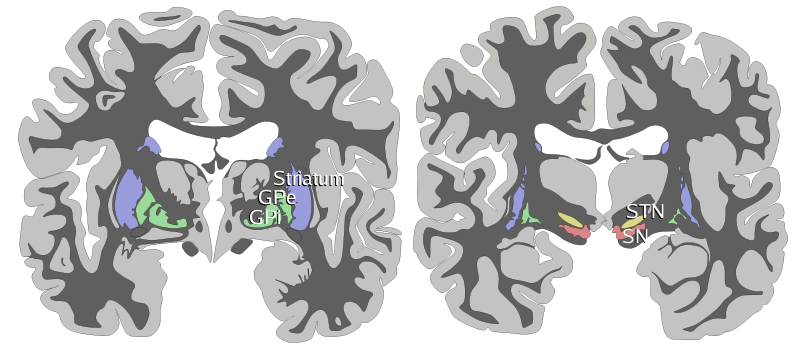
Przekrój wieńcowy mózgu ludzkiego ukazujący jądra podstawne.
Dogłowowo: prążkowie, gałka blada (wewnętrzna – GPi, zewnętrzna – GPe)
Doogonowo: jądro niskowzgórzowe (STN), istota czarna (SN)

Jądra podstawne u naczelnych składają się z pięciu jąder, które dzielą się na podstruktury:
Dogłowowo:
- ciało prążkowane, na które składają się:
  - jądro ogoniaste:
    - jądro półleżące

  - jądro soczewkowate:
    - część zewnętrzna gałki bladej (gałka blada zewnętrzna)
    - część wewnętrzna gałki bladej (gałka blada wewnętrzna)
    - skorupa

Doogonowo:
- jądro czerwienne
- jądro niskowzgórzowe
- istota czarna, w której skład wchodzą
  - część zbita istoty czarnej
  - część siatkowata istoty czarnej
  - część boczna istoty czarnej

W mózgu ssaków istnieją dwa systemy jąder podstawy, rozmieszczone symetrycznie w obydwu półkulach. W przekroju wieńcowym jądro niskowzgórzowe i istota czarna są położone bardziej z tyłu (doogonowo) niż pozostałe jądra.
Funkcjonalnie jądra podstawne składają się z szeregu obwodów, takich jak ruchowy, limbiczny i okoruchowy. Każdy obwód obejmuje specyficzne części jąder podstawnych i ich projekcje. Na przykład części jąder podstawnych związane z obwodem ruchowym wysyłają projekcje do brzuszno-bocznych, brzuszno-boczno-przednich i środkowo-przyśrodkowych jąder wzgórza.

## Połączenia jąder podstawnych
Spośród połączeń jąder podstawy z innymi strukturami mózgowia najważniejszą rolę odgrywają obwody podstawno-korowe (ang. basalocortical circuits). Dzielą się one na bezpośrednie i pośrednie.

### Obwody bezpośrednie
Obwody bezpośrednie mają następujący przebieg:
kora mózgowa (glutaminian) – prążkowie (GABA/dynorfina/substancja P) – gałka blada wewnętrzna/istota czarna siatkowata (GABA) – jądra brzuszno-boczne i brzuszno-przyśrodkowe wzgórza (glutaminian) – kora mózgowa.
Neurony glutaminergiczne są pobudzające, pozostałe wymienione – hamujące. Zwiększenie aktywności prążkowia powoduje zablokowanie hamującego wpływu tonicznie wyładowujących się neuronów gałki bladej wewnętrznej lub istoty czarnej na wzgórze, co prowadzi do zwiększenia się pobudzenia kory mózgowej.
Wyróżnia się pięć pętli korowo-podstawnych bezpośrednich, przechodzących przez różne części wymienionych struktur:
1. ruchową (ang. motor circuit),
2. okoruchową (ang. oculomotor circuit),
3. przedczołową grzbietowo-boczną (ang. prefrontal dorsolateral circuit),
4. oczodołowo-czołową (ang. orbitofrontal circuit),
5. limbiczną, zwaną też pętlą przedniej części zakrętu obręczy (ang. limbic circuit, anterior cingulate circuit).

Tylko dwie pierwsze pętle kontrolują aktywność ruchową i okoruchową, pozostałe trzy natomiast regulują emocje i procesy poznawcze. Obwód przedczołowy grzbietowo-boczny dodatkowo bierze udział w podtrzymywaniu i kolejkowaniu zawartości pamięci roboczej.

### Obwody pośrednie
Wyróżnia się ich dwa zasadnicze rodzaje:
- kora mózgowa (glutaminian) – prążkowie (GABA, dynorfiny) – gałka blada zewnętrzna (GABA) – gałka blada wewnętrzna – istota czarna siatkowata (GABA) – wzgórze (glutaminian) – kora mózgowa
- kora mózgowa (glutaminian) – jądro niskowzgórzowe (glutaminian) – gałka blada zewnętrzna – istota czarna siatkowata (GABA) – wzgórze – kora mózgowa.

Te szlaki wywierają na korę wpływ hamujący. W odpowiedzi na bodziec zostają aktywowane później niż obwody bezpośrednie, wyhamowując reakcje niepożądane.

### Wewnętrzne obwody jąder podstawnych
Najistotniejszym z obwodów wewnętrznych jest zwrotne połączenie pomiędzy prążkowiem a częścią zbitą (łac. zona compacta, pars compacta) istoty czarnej. Prążkowie wysyła do niej projekcję GABA-ergiczną, hamującą jej spontaniczną aktywność. W przeciwnym kierunku przebiega połączenie dopaminergiczne. Dopamina pobudza szlaki podstawno-korowe bezpośrednie za pośrednictwem receptorów typu D1 i jednocześnie hamuje szlaki pośrednie przez oddziaływanie na receptory typu D2.
Degeneracja neuronów dopaminergicznych prążkowia, powodująca przewagę układu hamującego nad pobudzającym, jest przyczyną choroby Parkinsona.
Zwiększoną częstotliwość wyładowań neuronów części zbitej istoty czarnej obserwuje się w reakcji na wzmocnienie lub jego antycypację. Powtarzająca się stymulacja dopaminergiczna w połączeniu z pobudzeniem glutaminergicznym z kory mózgowej wywołuje zmiany plastyczne (LTP oraz LTD) w prążkowiu, ułatwiając torowanie reakcji nagradzanych (zobacz: detektor koincydencji, plastyczność, reguła Hebba).

## Zasady działania jąder podstawnych i modele obliczeniowe

### Bramkowanie pobudzenia kory mózgowej
Pojedyncze neurony prążkowia odbierają sygnały z 30 000–100 000 synaps aksonów korowych. Wynika z tego, że do punktowego pobudzenia segmentu prążkowia wymagana jest aktywność stosunkowo rozległych obszarów korowych. W kolejnych węzłach obwodów podstawno-korowych zachodzi dalsza konwergencja informacji. Na końcu dochodzi do punktowego pobudzenia kory, co umożliwia wykonanie najbardziej pożądanej reakcji i stłumienie pozostałych, niepożądanych w danej sytuacji.